# Peter Rajniak (Basketballspieler, 1953)
Peter „Pedro“ Rajniak (* 25. Mai 1953 in Palúdzka; † 4. Februar 2000 in Luxemburg) war ein tschechoslowakischer Basketballspieler.

## Leben
Mit Inter Slovnaft Bratislava wurde Rajniak 1979, 1980, 1983 und 1985 tschechoslowakischer Meister. Er trat mit der Mannschaft ebenfalls in Europapokalwettbewerben an, in denen er mit teils hoher Punktausbeute auf sich aufmerksam machte: 1980 erzielte Rajniak im Europapokal der Landesmeister gegen den niederländischen Verein EBBC Den Bosch 31 Punkte. Für Inter Slovnaft Bratislava spielte er von 1975 bis 1985, zuvor war er zwischen 1971 und 1975 Spieler von Slávia Bratislava.
Rajniak war tschechoslowakischer Nationalspieler, nahm an den Olympischen Sommerspielen 1980, der Weltmeisterschaft 1982 und fünf Europameisterschaften (1979, 1981, 1983, 1985, 1987) teil. Bei der EM 1985 in der Bundesrepublik Deutschland erreichte Rajniak das Endspiel, das gegen die Sowjetunion verloren wurde. Er erzielte im Turnierverlauf im Durchschnitt 16,5 Punkte je Begegnung. Sein Höchstwert waren 31 Punkte, die er im Halbfinale gegen Spanien erreichte. 1981 wurde er mit der Auswahl der Tschechoslowakei im eigenen Land EM-Dritter.
1985 wechselte er nach Luxemburg, wo er für den Zweitligisten BBC Résidence Walferdange spielte. Als Trainer war Rajniak beim BBC Sparta Bertrange (1991 bis 1994) und Racing Luxemburg (1994 bis 2000) tätig. Er starb im Alter von 46 Jahren an einem Herzinfarkt. Im November 2018 ehrte Inter Bratislava Rajniak posthum im Beisein seiner Witwe, seiner Söhne und seiner Enkel und entschied, die von Rajniak während seiner Laufbahn getragene Rückennummer 13 nicht mehr zu vergeben. Seine Söhne Martin und Peter waren Berufsbasketballspieler und luxemburgische Nationalspieler.